# 松村亮
松村 亮（まつむら りょう、1994年6月15日 - ）は、京都府宇治市出身のプロサッカー選手。ポジションはミッドフィールダー、フォワード。

## 来歴
伊勢田サッカークラブ、宇治FCジュニアユースを経て、2010年、ヴィッセル神戸U-18に加入。同期には岩波拓也、前田凌佑、和田倫季らがいる。
2011年、U-17日本代表に選出され、メキシコ遠征を経験したが、2011 FIFA U-17ワールドカップの代表メンバーからは落選した。同年、第35回日本クラブユースサッカー選手権（U-18）大会で準優勝。プリンスリーグ関西1部で優勝を飾り、参入戦を勝ち抜いてプレミアリーグウエストへ昇格した。プリンスリーグではチーム総得点の半数以上に関わる12得点14アシストを記録し、リーグMVPに選出された。
2012年5月11日、トップチームに2種登録されると、5日後のナビスコカップグループリーグ第4節清水エスパルス戦に後半17分から出場し、公式戦デビュー。出場から僅か2分後の後半19分に得点を挙げ、小川慶治朗が保持していたクラブ最年少得点記録を更新した（17歳11か月1日）。プレミアリーグウエストでは得点ランキング首位を独走し、計22得点を挙げて得点王に輝いた。
2013年、前田凌佑、和田倫季と共にトップチームへ昇格。J2第32節ギラヴァンツ北九州戦でリーグ戦初得点を記録した。
2014年、前年限りで現役を退いた吉田孝行から直々に指名を受け、背番号「17」を受け継いだ。開幕戦のJ1第1節川崎フロンターレ戦に途中出場し、J1初得点を記録した。
2015年、栃木SCへ期限付き移籍。2015年末で栃木SCへの期限付き移籍期間が満了となり2016年より神戸に復帰した。
2016年2月、ヴィッセル神戸の沖縄キャンプ中に負傷。右ハムストリング肉離れで全治約8週間。その後、復帰したが同年10月31日の練習中に再び負傷。右腸骨筋肉離れで全治5～6週間の診断を受け、リハビリに入ったままシーズンを終えた。
2017年、徳島ヴォルティスへ期限付き移籍。12月6日、徳島ヴォルティスを移籍期間満了により退団し、所属元の神戸からも契約満了が発表。同年12月に行われたJリーグ合同トライアウトに出場した。
2018年、AC長野パルセイロへ移籍。しかし11月28日に契約満了に伴い退団する事が発表された。
2019年1月、タイ・リーグ2のラヨーンFCへ移籍。リーグで32試合10得点を挙げてチームの昇格に貢献する。
同年12月にタイ・リーグ2のチエンマイFCへの移籍を発表。
2021年、タイ・リーグ1のBGパトゥム・ユナイテッドFCへ移籍。9月にタイランド・チャンピオンズカップで決勝点を挙げて大会MVPにも選ばれ、チームのタイトル獲得に貢献する。
2021年12月から2022年5月までポリス・テロFCへ期限付き移籍。
2022年8月5日、インドネシアのリーガ1に所属するペルシス・ソロに期限付き移籍での加入を発表。
2023年5月26日、リーガ1のプルシジャ・ジャカルタに3年契約で加入。

## プレースタイル
「神戸のメッシ」の異名を持つドリブラー。
その名の通りリオネル・メッシを彷彿とさせる初速のスピードと鋭く細やかな反転、重心移動を活かしたドリブルが持ち味で、左右どちらのサイドからでも局面を打開し、シュートまで持ち込むことが出来る。

## 所属クラブ
ユース経歴
- 2001年 - 2006年 伊勢田サッカークラブ (宇治市立宇治小学校)
- 2007年 - 2009年 宇治FCジュニアユース (宇治市立宇治中学校)
- 2010年 - 2012年 ヴィッセル神戸U-18 (啓明学院高等学校)
  - 2012年 ヴィッセル神戸 (2種登録選手)

プロ経歴
- 2013年 - 2017年  ヴィッセル神戸
  - 2015年  栃木SC (期限付き移籍)
  - 2017年  徳島ヴォルティス (期限付き移籍)
- 2018年  AC長野パルセイロ
- 2019年  ラヨーンFC
- 2020年 - 2021年  チエンマイFC
- 2021年 - 2023年  BGパトゥム・ユナイテッドFC
  - 2021年 - 2022年  ポリス・テロFC (期限付き移籍)
  - 2022年 - 2023年  ペルシス・ソロFC (期限付き移籍)
- 2023年 -  プルシジャ・ジャカルタ

## 個人成績
| 国内大会個人成績 | 国内大会個人成績 | 国内大会個人成績 | 国内大会個人成績 | 国内大会個人成績             | 国内大会個人成績 | 国内大会個人成績 | 国内大会個人成績 | 国内大会個人成績 | 国内大会個人成績 | 国内大会個人成績 | 国内大会個人成績 |
| 年度             | クラブ           | 背番号           | リーグ           | リーグ戦                     | リーグ戦         | リーグ杯         | リーグ杯         | オープン杯       | オープン杯       | 期間通算         | 期間通算         |
| 年度             | クラブ           | 背番号           | リーグ           | 出場                         | 得点             | 出場             | 得点             | 出場             | 得点             | 出場             | 得点             |
| 日本             | 日本             | 日本             | 日本             | リーグ戦                     | リーグ戦         | リーグ杯         | リーグ杯         | 天皇杯           | 天皇杯           | 期間通算         | 期間通算         |
| ---------------- | ---------------- | ---------------- | ---------------- | ---------------------------- | ---------------- | ---------------- | ---------------- | ---------------- | ---------------- | ---------------- | ---------------- |
| 2012             | 神戸             | 32               | J1               | 1                            | 0                | 1                | 1                | 0                | 0                | 2                | 1                |
| 2013             | 神戸             | 31               | J2               | 9                            | 1                | -                | -                | 0                | 0                | 9                | 1                |
| 2014             | 神戸             | 17               | J1               | 17                           | 1                | 7                | 1                | 0                | 0                | 24               | 2                |
| 2015             | 栃木             | 31               | J2               | 23                           | 0                | -                | -                | 0                | 0                | 23               | 0                |
| 2016             | 神戸             | 27               | J1               | 6                            | 0                | 4                | 0                | 0                | 0                | 10               | 0                |
| 2017             | 徳島             | 13               | J2               | 4                            | 0                | -                | -                | 0                | 0                | 4                | 0                |
| 2018             | 長野             | 28               | J3               | 22                           | 0                | -                | -                | 2                | 0                | 24               | 0                |
| タイ             | タイ             | タイ             | タイ             | リーグ戦                     | リーグ戦         | リーグ杯         | リーグ杯         | FA杯             | FA杯             | 期間通算         | 期間通算         |
| 2019             | ラヨーン         | 9                | T2               | 32                           | 10               | 1                | 0                | 3                | 3                | 36               | 13               |
| 2020             | チエンマイ       | 7                | T2               | 34                           | 16               | -                | -                | 3                | 3                | 37               | 19               |
| 2021             | パトゥム・U      |                  | T1               |                              |                  |                  |                  |                  |                  |                  |                  |
| 通算             | 日本             | 日本             | J1               | 24                           | 1                | 12               | 2                | 0                | 0                | 36               | 3                |
| 通算             | 日本             | 日本             | J2               | 36                           | 1                | -                | -                | 0                | 0                | 36               | 1                |
| 通算             | 日本             | 日本             | J3               | 22                           | 0                | -                | -                | 2                | 0                | 24               | 0                |
| 通算             | タイ             | タイ             | T1               | \|\|\|\|\|\|\|\|\|\|\|\|\|\| |                  |                  |                  |                  |                  |                  |                  |
| 通算             | タイ             | タイ             | T2               | 66                           | 26               | 1                | 0                | 6                | 6                | 73               | 32               |
| 総通算           | 総通算           | 総通算           | 総通算           | 148                          | 28               | 13               | 2                | 8                | 6                | 169              | 36               |

- 2012年は2種登録選手として出場。

その他の公式戦
| 2014   | J-22   | -      | J3     | 2 | 1 | 2 | 1 |
| 2015   | J-22   | -      | J3     | 0 | 0 | 0 | 0 |
| 通算   | 日本   | 日本   | J3     | 2 | 1 | 2 | 1 |
| 総通算 | 総通算 | 総通算 | 総通算 | 2 | 1 | 2 | 1 |

### 出場歴
- 公式戦初出場・初得点 - 2012年5月16日 ナビスコカップグループリーグ第4節 清水エスパルス戦（ホームズスタジアム神戸）
- Jリーグ初出場 - 2012年11月24日 J1第33節 柏レイソル戦（日立柏サッカー場）
- Jリーグ初得点 - 2013年9月1日 J2第32節 ギラヴァンツ北九州戦（北九州市立本城陸上競技場）

## タイトル

### クラブ
ヴィッセル神戸U-18
- 高円宮杯U-18サッカーリーグ プリンスリーグ関西1部 : 2011年

### 個人
- 高円宮杯U-18サッカーリーグ プリンスリーグ関西1部 - MVP : 2011年
- 高円宮杯U-18サッカーリーグ プレミアリーグウエスト - 得点王 : 2012年

## 代表歴
- U-16日本代表
  - 2010年 - サニックス杯国際ユースサッカー大会
- U-17日本代表
  - 2011年 - メキシコ遠征